# Horatio Caro
Horatio Caro född 5 juli 1862 i Newcastle upon Tyne, död 15 december 1920 i Londres, var en engelsk schackspelare.
Trots att han var från England tillbringade han större delen av sitt liv med att spela schack i Tyskland. Bland hans bästa schackpartier är det värt att nämna att han 1890 besegrade den dåvarande världsmästaren Emanuel Lasker i 14 drag. 
Han är känd för schacköppningen Caro-Kann, som han analyserade tillsammans med Marcus Kann. 1886 publicerades en artikel om det i den tyska tidskriften "Brüderschaft"